# Cypripedium franchetii
Cypripedium franchetii, es una especie del género Cypripedium dentro de la familia Orchidaceae. Es originaria del  centro y sur de China.

## Descripción
Es una orquídea de tamaño pequeño a mediano, que prefiere lugares frescos a fríos, de hábitos terrestres  con un tallo erecto, que lleva 3 a 5 hojas, escasamente pubescentes, subelípticas a ovado-elípticas  y un ovario pubescente que florece en la primavera hasta principios del verano en una inflorescencia terminal de 30 cm de altura, con flores individuales y con una bráctea como la hoja.

## Distribución y hábitat
Se encuentra en Sichuan y Hupeh de China en lugares húmedos y ricos en humus, bien drenados en   las pistas de matorrales boscosas en altitudes de 1500 a 3700 metros. 

## Taxonomía
Cypripedium franchetii fue descrita por Robert Allen Rolfe y publicado en Orchid Review 1912, xx. 358. 1912.
Etimología
El nombre del género viene de « Cypris», Venus, y de "pedilon" = "zapato" ó "zapatilla" en referencia a su labelo inflado en forma de zapatilla.
franchetii: epíteto otorgado en honor de Franchet (botánico francés y viajero en los años 1900) - En China conocido como Mao Shao Lan.
Sinonimia
- Cypripedium lanuginosum Schltr. (1919)
- Cypripedium pulchrum Ames & Schltr. (1919)
- Cypripedium macranthos var. villosum Hand.-Mazz. (1936)[3][4]